# Lehman Brothers
Lehman Brothers Holdings Inc., fondata nel 1850 durante la breve presidenza di Zachary Taylor, è stata una società attiva nei servizi finanziari a livello globale. La sua attività si concretizzava nell'investment banking, nell'equity e "fixed-income sales" (intermediazioni nel settore del reddito fisso), nelle ricerche di mercato, nel trading, nell'investment management, nel private equity e nel private banking. Era uno dei maggiori operatori del mercato dei titoli di stato statunitense.
Tra le sue principali controllate: Lehman Brothers Inc., Neuberger Berman Inc., Aurora Loan Services, Inc., SIB Mortgage Corporation, Lehman Brothers Bank, FSB, e il Gruppo Crossroads. Il quartier generale mondiale della società è sito a New York e sedi secondarie locali si trovano a Londra e Tokyo, oltre a uffici locali situati in tutto il mondo.
Il 15 settembre 2008 la società ha annunciato l'intenzione di avvalersi del Chapter 11 del Bankruptcy Code statunitense (una procedura che si attua in caso di fallimento) annunciando debiti bancari per 613 miliardi di dollari, debiti obbligazionari per 155 miliardi e attività per un valore di 639 miliardi. Si tratta della più grande bancarotta nella storia degli Stati Uniti. La società è ancora esistente, fino al completamento della procedura di bancarotta.

## Storia

### Sotto la guida della famiglia Lehman (1850–1969)
Nel 1844 il ventitreenne Henry Lehman, figlio di un mercante di bestiame ebreo, emigrato negli Stati Uniti d'America da Rimpar, in Baviera, si stabilì a Montgomery (Alabama), dove aprì un negozio di prodotti tessili e di abbigliamento, "H. Lehman". Nel 1847 in seguito all'arrivo di Emanuel Lehman (fratello di Henry), il nome della società divenne "H. Lehman and Bro". Con l'arrivo del loro fratello minore, Mayer Lehman, nel 1850, la società cambiò nuovamente il suo nome e venne fondata la "Lehman Brothers".
Negli Stati Uniti meridionali del 1850, il cotone era una delle colture più importanti. Facendo conto sull'alto valore di mercato del cotone, i tre fratelli cominciarono ad accettare abitudinariamente il cotone grezzo dai clienti come pagamento per la merce, iniziando così una seconda attività commerciale su questa fibra tessile. Entro pochi anni l'affare crebbe fino a diventare la parte più significativa della loro attività. In seguito alla morte di Henry per febbre gialla nel 1855, i fratelli rimasti continuarono a focalizzare la loro attività sull'intermediazione e commercio di materie prime.
Dal 1858 il centro per il commercio del cotone si spostò dal Sud del paese a New York, in cui avevano sede i rappresentanti dei produttori e le case di mediazione. Lehman aprì la sua prima succursale a New York nel distretto di Manhattan, al numero 119 di Liberty Street, e il trentaduenne Emanuel si trasferì lì per gestire l'ufficio. Nel 1862 a causa delle difficoltà conseguenti la guerra di secessione, la società si unì con un mercante di cotone di nome John Durr per dare vita alla Lehman, Durr & Co. Finita la guerra, la società partecipò al finanziamento della ricostruzione dell'Alabama. Il quartier generale della società venne alla fine spostato a New York, dove partecipò alla fondazione della Borsa del cotone nel 1870; Emanuel sedette nel Consiglio d'Amministrazione fino al 1884. La società partecipò inoltre al mercato emergente delle obbligazioni ferroviarie ed entrò nel mercato della consulenza finanziaria (financial advisory).
Lehman divenne membro della Borsa del caffè nel 1883 e della Borsa Valori di New York nel 1887. Nel 1899 sottoscrisse la sua prima offerta pubblica relativa alle azioni ordinarie e privilegiate della International Steam Pump Company.
Nonostante l'offerta della International Steam, solamente nel 1906 si ebbe il passaggio effettivo della società. In quell'anno, sotto la guida di Philip Lehman, la società si alleò con Goldman, Sachs & Co., per portare sul mercato la General Cigar Co., cui seguì poco dopo la Sears, Roebuck and Company. Durante i successivi vent'anni, quasi un centinaio di nuove emissioni furono sottoscritte da Lehman, molte volte insieme a Goldman Sachs. Tra queste c'erano: la F.W. Woolworth Company, la May Department Stores Company, la Gimbel Brothers, Inc., la R.H. Macy & Company, la The Studebaker Corporation, la B.F. Goodrich Co. e la Endicott Johnson Corporation.
In seguito al pensionamento di Philip Lehman nel 1925, suo figlio Robert prese il controllo. Sotto la sua guida, la società resistette alla crisi finanziaria della grande depressione focalizzandosi sull'attività di venture capital mentre il mercato azionario si riprendeva. Dal 1928 la società si spostò nella sua famosa sede di One William Street.
Pur essendo la società tradizionalmente costituita unicamente da componenti della famiglia Lehman, nel 1924 John M. Hancock ne divenne il primo membro esterno alla famiglia, seguito da Monroe C. Gutman e Paul Mazur nel 1927.
Negli anni trenta del XX secolo, Lehman sottoscrisse l'offerta pubblica iniziale del primo produttore di televisori, la DuMont, e partecipò al finanziamento della Radio Corporation of America (RCA). Partecipò inoltre al finanziamento del settore in rapida crescita legato all'industria petrolifera, incluse le società Halliburton e Kerr-McGee.

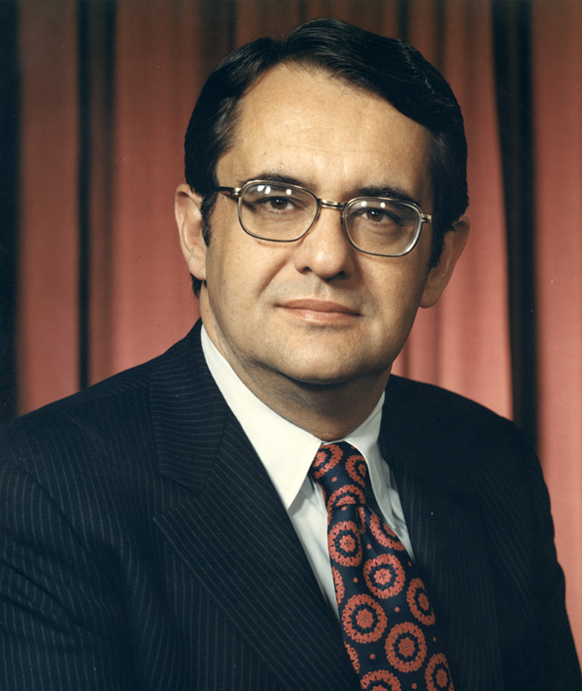
Pete Peterson

Negli anni cinquanta del XX secolo, Lehman sottoscrisse l'IPO della Digital Equipment Corporation. A seguire organizzò l'acquisizione di Digital da parte di Compaq. Robert Lehman morì nel 1969, e, da quel momento, nessun altro membro della famiglia Lehman ha guidato la società. La morte di Robert lasciò un posto vacante nella società, il che, insieme a una difficile situazione economica, determinò un periodo negativo. Nel 1973, Peter G. Peterson, presidente e amministratore delegato della Bell & Howell Corporation, venne chiamato a guidare la società per salvarla.

### La fusione con American Express (1969–1994)
Con la guida di Peterson in qualità di presidente e amministratore delegato, la società acquisì la Abraham & Co. nel 1975, e due anni più tardi si fuse con l'autorevole, ma litigiosa, Kuhn Loeb & Co., per formare la Lehman Brothers, Kuhn, Loeb Inc., la quarta più grande banca d'affari del paese, dietro a Salomon Brothers, Goldman Sachs e First Boston. Peterson guidò la società da significative perdite operative a cinque anni consecutivi di profitti record con un tasso di rendimento del capitale tra i più alti nel settore dell'investment banking.
Nel tempo, le ostilità tra la divisione investment banking e la divisione trading (dalla quale proveniva la maggior parte dei profitti della società) spinsero Peterson a promuovere Lewis Glucksman, che già era presidente, direttore generale (COO) ed ex trader, alla carica di co-amministratore delegato nel maggio 1983. Glucksman introdusse una serie di cambiamenti che ebbero l'effetto di aumentare le tensioni, le quali, unite allo stile manageriale di Glucksman e all'andamento negativo dei mercati, sfociarono in una lotta di potere che estromise Peterson e rese Glucksman unico amministratore delegato.
Sconvolti ed esacerbati dalla lotta di potere, molti banchieri lasciarono la società. Steve Schwarzman, presidente del comitato per le fusioni e acquisizioni, ricordò in un'intervista rilasciata nel febbraio 2003 a Private Equity International che "Lehman Brothers aveva un ambiente interno estremamente competitivo, che alla fine diventò poco funzionale". L'ambiente aziendale soffrì questa disintegrazione e Glucksman subì pressioni per vendere la società alla Shearson, una società di transazioni elettroniche del gruppo American Express, nel 1984, per la somma di 360 milioni di dollari. L'11 maggio le società si unirono dando vita alla Shearson Lehman/American Express. Nel 1988 la Shearson Lehman/American Express e la E.F. Hutton & Co. si fusero nella Shearson Lehman Hutton Inc..

### Dismissione e indipendenza (1994–2008)
Nel 1993, sotto la guida dell'A.D. Harvey Golub, American Express intraprese la dismissione delle proprie divisioni bancaria e di intermediazione. Le attività di retail brokerage e di asset management furono vendute a Primerica e nel 1994 Lehman Brothers Kuhn Loeb venne scorporata con il nome di Lehman Brothers Holdings, Inc. mediante un'offerta pubblica iniziale.
Nonostante circolasse notizia che sarebbe stata nuovamente acquisita, Lehman si comportò abbastanza bene sotto la guida dell'A.D. Richard S. Fuld, Jr. Nel 2001 la società acquisì i servizi per clienti private (private-client services, o "PCS") della Cowen & Co. e, più tardi, nel 2003, rientrò aggressivamente nel settore dell'asset management, dal quale era uscita nel 1989. Iniziando con 2 miliardi di dollari di attività in gestione, la società acquisì il Gruppo Crossroads, la divisione reddito fisso (fixed-income) di Lincoln Capital Management e Neuberger Berman. Queste attività, insieme alla PCS e al private equity di Lehman, costituirono la Divisione Investment Management, che generava approssimativamente 3,1 miliardi di dollari di ricavi netti e quasi 800 milioni di dollari di utili ante imposte nel 2007. La società deteneva oltre 275 miliardi di dollari di attività in gestione. Complessivamente, a partire dall'offerta pubblica del 1994, la società vide crescere i ricavi netti di oltre il 600% da 2,73 a 19,2 miliardi di dollari e il personale di oltre il 230% da 8.500 a quasi 28.600 unità.

### Risposta agli attentati terroristici dell'11 settembre

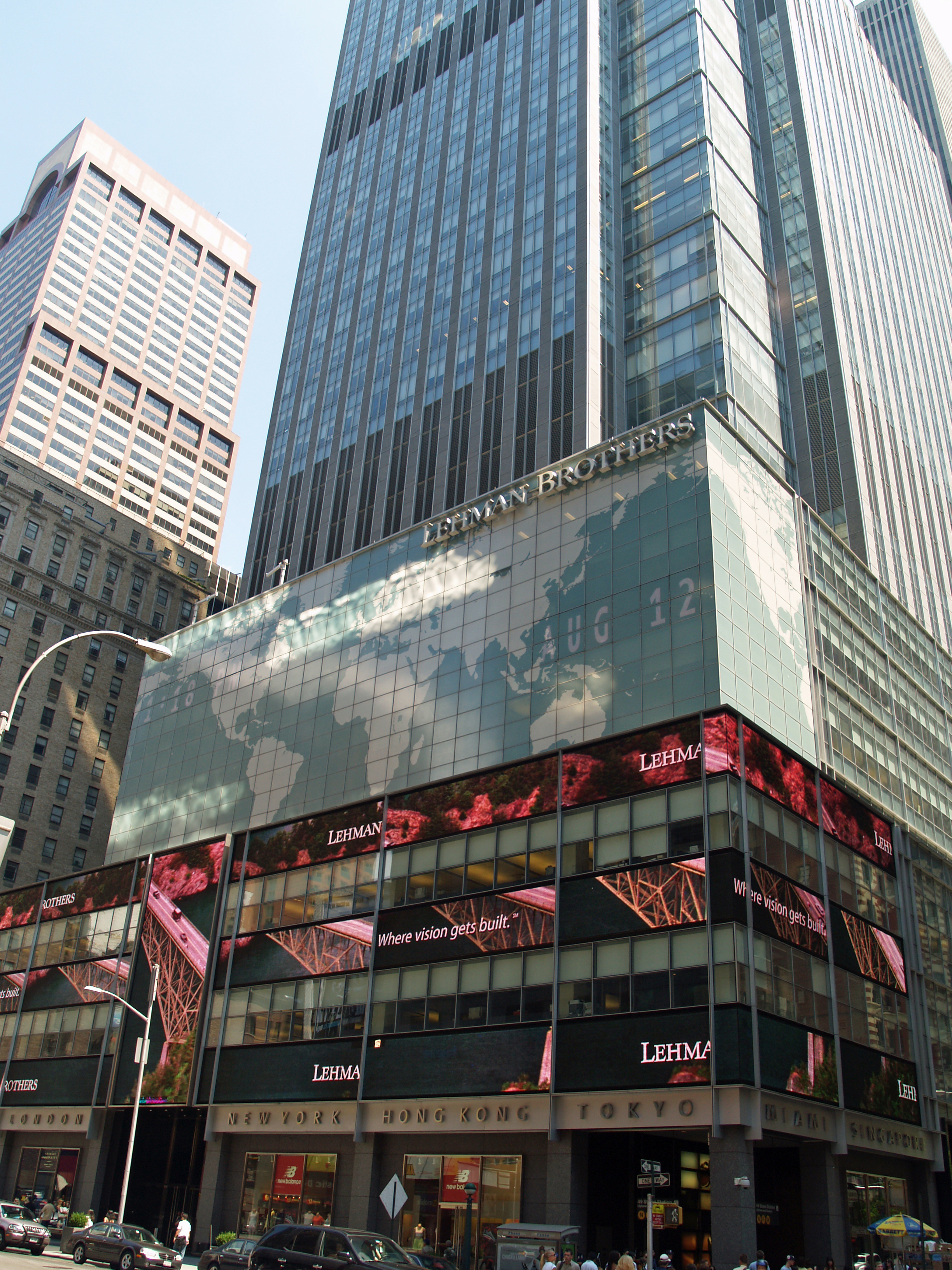
Il quartier generale a Times Square

L'11 settembre 2001 la Lehman occupava tre piani della torre nord del World Trade Center in cui perse la vita un dipendente. Il suo quartier generale globale, nel Three World Financial Center, è stato pesantemente danneggiato e reso inagibile dai detriti caduti, lasciando così senza posto oltre 6.500 dipendenti. La banca recuperò velocemente e ricostruì la sua presenza. La direzione trading si trasferì sull'altra sponda del fiume Hudson nei locali siti a Jersey City nel New Jersey, dove una sala di contrattazioni venne improvvisata e messa in linea in meno di 48 ore dagli attacchi. Quando il mercato azionario riaprì il 17 settembre 2001, le risorse di sales e trading di Lehman erano state ripristinate.
Nei mesi seguenti, la società distribuì le proprie attività operative in tutta l'area metropolitana di New York in oltre quaranta sedi temporanee. Nell'occasione, la divisione investment banking convertì le sale d'aspetto del primo piano, i ristoranti e tutte le 665 camere dell'hotel Sheraton di Manhattan in spazi per uffici. La banca sperimentò inoltre l'orario flessibile (al fine di condividere gli spazi degli uffici) e il telelavoro tramite VPN. Nell'ottobre 2001 Lehman acquistò un palazzo ad uso uffici di 32 piani (circa 97.500 m²) per la somma di US$ 700 milioni. Il palazzo, situato al numero 745 di Seventh Avenue, era stato costruito da poco tempo e non era stato ancora occupato, dalla rivale Morgan Stanley. Con il quartier generale mondiale di Morgan Stanley situato a soli due isolati di distanza, al numero 1585 di Broadway, sulla scia degli attacchi, la società stava rivalutando la propria pianificazione degli spazi che avrebbero posto oltre 10.000 dipendenti nell'area di Times Square. Lehman cominciò il trasferimento nel nuovo palazzo a gennaio e terminò a marzo 2002, un trasloco che migliorò significativamente il morale all'interno della società.
La società è stata criticata per non essere tornata ad occupare il suo precedente quartier generale a Manhattan. In seguito agli attentati, tra le principali società, solamente Deutsche Bank, Goldman Sachs e Merrill Lynch sono rimaste nel centro della città. Lehman, comunque, ha puntato al fatto di impegnarsi a rimanere a New York, tenuto conto che il nuovo quartier generale ha rappresentato una circostanza ideale, in cui la società aveva disperato bisogno di comprare e Morgan Stanley aveva disperato bisogno di vendere, che, quando il nuovo palazzo è stato acquistato, l'integrità strutturale del Three World Financial Center non era ancora stata approvata, e che, in ogni caso, la società non poteva attendere fino alla conclusione dei lavori di riparazione del Three World Financial Center, prevista per maggio 2002.
Dopo gli attentati, il management di Lehman pose ancora più enfasi sulla pianificazione della continuità operativa. Al contrario dei suoi rivali, la società era insolitamente concentrata per essere una tra le più grandi banche d'affari del mondo. Ad esempio, Morgan Stanley mantiene una struttura per le attività bancarie e di contrattazione (banking and trading) di 70.000 m² a Westchester County (New York). La sala contrattazioni di UBS è sita a Stamford (Connecticut). La divisione asset management di Merrill Lynch si trova a Plainsboro Township (New Jersey). A parte il suo quartier generale nel Three World Financial Center, Lehman manteneva le strutture operative e di backoffice a Jersey City, in uno spazio che la società intendeva lasciare libero prima dell'11 settembre. Tale spazio non solo è stato mantenuto, ma anche espanso, mediante la costruzione della struttura di backup trading. Inoltre, la rete di telecomunicazione apprestata nei giorni seguenti gli attacchi per permettere ai dipendenti di lavorare da casa, era stata ampliata e potenziata per l'utilizzo generale interno alla società.

### La controversia legale con la SEC (2003)
Nel 2003 Lehman fu una delle dieci società che accettarono simultaneamente un patteggiamento con la Securities and Exchange Commission (SEC), il Procuratore Generale dello Stato di New York e diverse altre autorità di regolamentazione, in merito all'indebita influenza esercitata sugli analisti che si occupavano dell'attività di ricerca, da parte delle divisioni societarie di investment banking. Nello specifico, le autorità di regolamentazione presumevano che le società avessero impropriamente collegato i compensi degli analisti ai ricavi delle loro attività di investment banking e che avessero promesso ai propri clienti la fornitura di ricerche capaci di muovere positivamente il mercato, in cambio di opportunità di sottoscrizione. L'accordo noto come “global settlement”, stabilì sanzioni finanziarie per complessivi 1,4 miliardi di dollari, di cui 80 milioni in capo a Lehman, oltre a imporre riforme strutturali, tra cui la completa separazione tra l'attività di investment banking e quella di ricerca, il divieto di stabilire compensi agli analisti collegati - direttamente o indirettamente - ai ricavi dell'attività di investment banking, nonché l'obbligo di fornire ai propri clienti ricerche gratuite e indipendenti realizzate da terzi.

### La crisi dei mutui subprime

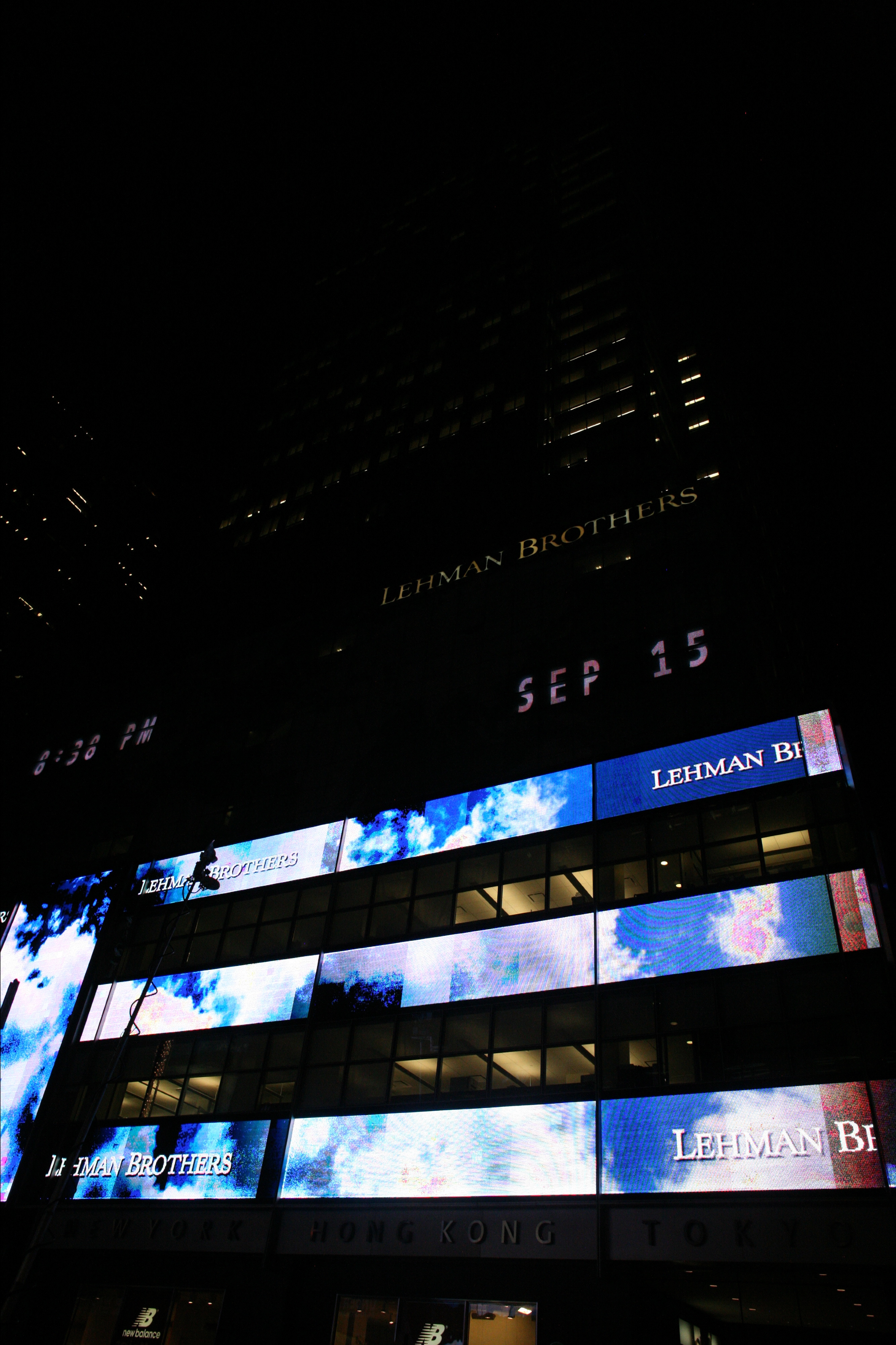
La sede di New York

Nell'agosto 2007 la società ha chiuso la sua banca dedicata ai prestiti subprime, BNC Mortgage, eliminando 1.200 posti di lavoro in 23 sedi e registrando una perdita dopo le imposte di 25 milioni di dollari e una riduzione di 27 milioni del goodwill. Lehman ha dichiarato che le scadenti condizioni del mercato nel settore dei mutui "hanno reso necessaria una sostanziale riduzione delle risorse e dell'impegno nell'area dei prestiti subprime".
Nel 2008 Lehman ha affrontato una perdita senza precedenti per la persistente crisi dei subprime. Tale perdita era apparentemente la conseguenza del mantenimento di ampie posizioni nel settore dei mutui subprime e di altri titoli a basso rating relativi alla cartolarizzazione di tali mutui; non è chiaro se Lehman l'abbia fatto perché semplicemente non è riuscita a vendere i titoli a basso rating in portafoglio, oppure a causa della decisione consapevole di mantenere tali posizioni. In ogni caso, vaste perdite si sono accumulate per tutto il 2008 sui titoli garantiti da mutui a basso rating. Nel secondo trimestre, Lehman ha registrato perdite per 2,8 miliardi ed è stata obbligata a liquidare 6 miliardi di attività. Nel solo primo semestre del 2008, le azioni di Lehman hanno perso il 73% del loro valore, mentre il mercato del credito continuava a franare. Nell'agosto 2008, Lehman ha annunciato l'intenzione di ridurre del 6% la propria forza lavoro (1.500 persone) entro la data di presentazione dei risultati del terzo trimestre, a settembre. Già a luglio 2008 si prospettava l'insolvenza dell'istituto. Il 22 agosto 2008 le azioni Lehman hanno chiuso con un progresso del 5% (16% nell'arco della settimana) grazie alle notizie secondo le quali la Korea Development Bank (controllata dallo Stato) stava prendendo in considerazione l'acquisizione della banca. La maggior parte di questi guadagni sono stati velocemente erosi non appena si è avuta notizia che la Korea Development Bank stava "fronteggiando difficoltà per soddisfare le autorità regolatrici e per attrarre partner nell'operazione". Tutto è culminato il 9 settembre, quando le azioni sono affondate del 44,95% a 7,79 di dollari, dopo la notizia che la società statale sudcoreana aveva posto le trattative in stand-by.
L'erosione della fiducia degli investitori è proseguita quando le azioni Lehman hanno perso violentemente metà del loro valore spingendo l'indice S&P 500 giù del 3,4% il 9 settembre. Il Dow Jones ha perso 300 punti lo stesso giorno per la preoccupazione degli investitori riguardo alla solidità della banca. Il governo degli Stati Uniti non ha annunciato alcun piano di intervento a soccorso di crisi finanziarie che dovessero riguardare Lehman.
Il 10 settembre 2008 Lehman ha annunciato una perdita di 3,9 miliardi di dollari e l'intenzione di liquidare una quota di maggioranza delle sue attività di investment management, inclusa Neuberger Berman, determinando una perdita del 7% del valore del titolo. Lehman, dopo aver inizialmente respinto ogni domanda riguardo alla vendita della società, annunciò di essere in cerca di un acquirente e il prezzo delle azioni cadde di un ulteriore 40% l'11 settembre 2008.

### La bancarotta

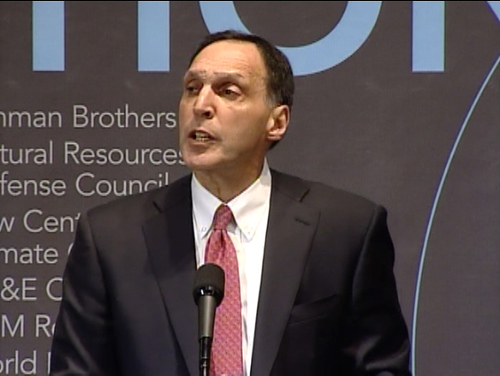
Richard S. Fuld Jr., ultimo presidente e AD prima del fallimento

Il 13 settembre 2008 Timothy F. Geithner, allora presidente della Federal Reserve Bank di New York, convocò una riunione sul futuro di Lehman, inclusa la possibilità di una liquidazione d'emergenza delle sue attività. In tale sede Lehman riferì che erano in corso trattative con Bank of America e Barclays per la possibile vendita della società. Il 14 settembre 2008 il The New York Times pubblicò la notizia che Barclays aveva ritirato la sua offerta per l'acquisto di tutta o parte di Lehman e che l'operazione per salvare la banca dalla liquidazione era naufragata. I leader delle più grandi banche di Wall Street continuarono ad incontrarsi durante il giorno per prevenire il rapido fallimento della banca. Il chiacchierato coinvolgimento di Bank of America sembrò anch'esso concludersi quando i regolatori federali si opposero alla sua richiesta che il governo si interessasse alla vendita. Sempre il 14 settembre 2008 il New York Times riportava che Lehman si sarebbe avvalsa della protezione da bancarotta per la società capogruppo, Lehman Brothers Holdings, mantenendo le sue controllate solventi durante le procedure di bancarotta. Un gruppo di società di Wall Street si accordò per fornire capitali e assistenza finanziaria per le liquidazioni ordinarie della banca e la Federal Reserve, a sua volta, ha acconsentito allo scambio degli asset di qualità più bassa con prestiti ed altri aiuti da parte del governo. La bancarotta di Lehman avrebbe rappresentato il più grande fallimento di una investment bank da quando Drexel Burnham Lambert crollò tra le accuse di frode 18 anni prima. La International Swaps and Derivatives Association (ISDA) ha offerto una sessione straordinaria per domenica 14 settembre 2008 per permettere agli operatori di mercato di fronteggiare le posizioni in vari derivati sulla base della bancarotta di Lehman in quella giornata. Sebbene la richiesta di bancarotta sia stata fatta oltre quella scadenza, molti operatori cercarono di onorare i contratti chiusi nella sessione speciale.
A New York, il 15 settembre 2008, poco prima dell'una del mattino, Lehman Brothers Holdings ha annunciato l'intenzione di avvalersi della protezione in caso di bancarotta di cui al Chapter 11, sebbene le proprie controllate abbiano continuato ad operare normalmente. La Borsa Australiana (Australian Securities Exchange - ASX) ha comunque sospeso la controllata australiana di Lehman dalla partecipazione al mercato, dopo che la camera di compensazione aveva chiuso tutti i contratti con la società.
Le azioni Lehman Brothers sono crollate dell'80% nella fase di pre-apertura alla Borsa di New York. Il 15 settembre 2008 l'indice Dow Jones ha chiuso in ribasso di 500 punti, realizzando la più grande caduta da quella che era seguita agli attacchi dell'11 settembre 2001. Le condizioni della sala contrattazioni di Lehman quel giorno apparivano pessime: un terzo della forza vendita era assente e quelli che c'erano avevano portato i loro curricula vitae, insieme a pizza, birra e tequila.
Nel Regno Unito, la banca d'affari è entrata in amministrazione controllata con PricewaterhouseCoopers designata come amministratore. Il 16 settembre 2008 la succursale giapponese, Lehman Brothers Japan Inc., e la sua controllante hanno presentato alla Corte del Distretto di Tokyo la richiesta per avvalersi della legge sulla riorganizzazione pilotata in caso di crisi aziendale.
Il tragico fallimento di Lehman è il più grande nella storia delle bancarotte mondiali. Lehman ha superato infatti il crac di WorldCom, il gruppo telefonico che finì in amministrazione controllata nel 2002. Lehman aveva un debito pari a circa 613 miliardi di dollari. I 26.000 dipendenti hanno perso il posto di lavoro. Al momento del fallimento, Lehman in Europa contava circa 6 000 dipendenti. Nelle sedi italiane i dipendenti erano circa 140, di cui 120 operativi a Milano e i restanti 20 a Roma.
Richard Fuld, l'amministratore della banca, che aveva da tempo presentato dei falsi bilanci e negli ultimi dieci anni aveva versato 300 000 dollari a deputati e senatori del congresso americano per corromperli, è stato messo sotto inchiesta da altri membri del congresso stesso.
Il 6 marzo 2012, 1.268 giorni dopo il crack, Lehman Brothers Holdings, quello che restava dalla liquidazione del colosso bancario fallito durante la crisi del 2008, uscì dal Chapter 11, ovvero dall'amministrazione controllata da 639 miliardi di dollari. La società cominciò a rimborsare i creditori il successivo 17 aprile, chiudendo in questo modo un capitolo iniziato il 15 settembre 2008, quando Lehman è collassata dando inizio alla crisi finanziaria globale. Tale fase ha visto la distribuzione ai creditori di circa 65 miliardi di dollari, a fronte di richieste per oltre 300 miliardi. "Siamo fieri di annunciare che Lehman è uscita dal Chapter 11 e inizia la parte finale della distribuzione di fondi ai creditori", ha detto John Suckow in un comunicato. Il tribunale fallimentare aveva approvato il piano di rimborso nel dicembre precedente. Il nuovo consiglio di amministrazione, tra le varie cose, continuò con la liquidazione di asset.

## Informazioni di riferimento

### Consiglio d'amministrazione
- Richard S. Fuld, Jr., Presidente e Amministratore delegato[58]
- Michael L. Ainslie[58]
- John F. Akers[58]
- Roger S. Berlind[58]
- Thomas H. Cruikshank[58]
- Marsha Johnson Evans[58]
- Sir Christopher Gent[58]
- Roland A. Hernandez[58]
- Dr. Henry Kaufman[58]
- John D. Macomber[58]